# Urtijëi
Urtijëi (niem. St. Ulrich in Gröden, wł. Ortisei) – miejscowość i gmina we Włoszech, w regionie Trydent-Górna Adyga, w prowincji Bolzano.
Liczba mieszkańców gminy wynosi 4606 (dane z roku 2009). Język ladyński jest językiem ojczystym dla 82,32%, niemiecki dla 12,13%, a włoski dla 5,55% mieszkańców (2001). Miejscowość znana z bardzo dobrych stoków narciarskich.
Patronem miasta jest św. Ulryk.

## Linki zewnętrzne

Panorama Ortisei